# Liste des titres musicaux numéro un en Allemagne en 1977
Cette page liste les titres numéro un dans les meilleures ventes de disques en Allemagne pour l'année 1977 selon Media Control Charts. 
Les classements sont issus des 100 meilleures ventes de singles et des 100 meilleures ventes d'albums. Ils se déroulent du vendredi au jeudi, et sont publiés le mardi par l'industrie musicale allemande.

## Classement des singles
| №  | Date         | Artiste                                | Titre                           |
| -- | ------------ | -------------------------------------- | ------------------------------- |
| 1  | 7 janvier    | ABBA                                   | Money, Money, Money             |
| 2  | 14 janvier   | ABBA                                   | Money, Money, Money             |
| 3  | 21 janvier   | Boney M.                               | Sunny                           |
| 4  | 28 janvier   | Boney M.                               | Sunny                           |
| 5  | 4 février    | Smokie                                 | Living Next Door to Alice       |
| 6  | 11 février   | Smokie                                 | Living Next Door to Alice       |
| 7  | 18 février   | Smokie                                 | Living Next Door to Alice       |
| 8  | 25 février   | Smokie                                 | Living Next Door to Alice       |
| 9  | 4 mars       | Smokie                                 | Living Next Door to Alice       |
| 10 | 11 mars      | Smokie                                 | Living Next Door to Alice       |
| 11 | 18 mars      | Smokie                                 | Living Next Door to Alice       |
| 12 | 25 mars      | Smokie                                 | Living Next Door to Alice       |
| 13 | 1er avril    | Smokie                                 | Living Next Door to Alice       |
| 14 | 8 avril      | ABBA                                   | Knowing Me, Knowing You         |
| 15 | 15 avril     | ABBA                                   | Knowing Me, Knowing You         |
| 16 | 22 avril     | Smokie                                 | Lay Back in the Arms of Someone |
| 17 | 29 avril     | Jeanette                               | Porque te vas                   |
| 18 | 6 mai        | Smokie                                 | Lay Back in the Arms of Someone |
| 19 | 13 mai       | Smokie                                 | Lay Back in the Arms of Someone |
| 20 | 20 mai       | Smokie                                 | Lay Back in the Arms of Someone |
| 21 | 27 mai       | Oliver Onions                          | Orzowei                         |
| 22 | 3 juin       | Smokie                                 | Lay Back in the Arms of Someone |
| 23 | 10 juin      | Boney M.                               | Ma Baker                        |
| 24 | 17 juin      | Boney M.                               | Ma Baker                        |
| 25 | 24 juin      | Boney M.                               | Ma Baker                        |
| 26 | 1er juillet  | Baccara                                | Yes Sir, I Can Boogie           |
| 27 | 8 juillet    | Baccara                                | Yes Sir, I Can Boogie           |
| 28 | 15 juillet   | Baccara                                | Yes Sir, I Can Boogie           |
| 29 | 22 juillet   | Baccara                                | Yes Sir, I Can Boogie           |
| 30 | 29 juillet   | Baccara                                | Yes Sir, I Can Boogie           |
| 31 | 5 août       | Baccara                                | Yes Sir, I Can Boogie           |
| 32 | 12 août      | Baccara                                | Yes Sir, I Can Boogie           |
| 33 | 19 août      | Baccara                                | Yes Sir, I Can Boogie           |
| 34 | 26 août      | Space                                  | Magic Fly                       |
| 35 | 2 septembre  | Baccara                                | Sorry, I'm a Lady               |
| 36 | 9 septembre  | Baccara                                | Sorry, I'm a Lady               |
| 37 | 16 septembre | Baccara                                | Sorry, I'm a Lady               |
| 38 | 23 septembre | Baccara                                | Sorry, I'm a Lady               |
| 39 | 30 septembre | Baccara                                | Sorry, I'm a Lady               |
| 40 | 7 octobre    | Baccara                                | Sorry, I'm a Lady               |
| 41 | 14 octobre   | Baccara                                | Sorry, I'm a Lady               |
| 42 | 21 octobre   | Boney M.                               | Belfast                         |
| 43 | 28 octobre   | Boney M.                               | Belfast                         |
| 44 | 4 novembre   | Boney M.                               | Belfast                         |
| 45 | 11 novembre  | Boney M.                               | Belfast                         |
| 46 | 18 novembre  | Santa Esmeralda feat. Leroy Gomez (de) | Don't Let Me Be Misunderstood   |
| 47 | 25 novembre  | Santa Esmeralda feat. Leroy Gomez (de) | Don't Let Me Be Misunderstood   |
| 48 | 2 décembre   | Santa Esmeralda feat. Leroy Gomez (de) | Don't Let Me Be Misunderstood   |
| 49 | 9 décembre   | Santa Esmeralda feat. Leroy Gomez (de) | Don't Let Me Be Misunderstood   |
| 50 | 16 décembre  | Santa Esmeralda feat. Leroy Gomez (de) | Don't Let Me Be Misunderstood   |
| 51 | 23 décembre  | Santa Esmeralda feat. Leroy Gomez (de) | Don't Let Me Be Misunderstood   |
| 52 | 30 décembre  | Santa Esmeralda feat. Leroy Gomez (de) | Don't Let Me Be Misunderstood   |

## Classement des albums
| №  | Date         | Artiste                   | Titre             |
| -- | ------------ | ------------------------- | ----------------- |
| 1  | 7 janvier    | Neil Diamond              | Beautiful Noise   |
| 2  | 14 janvier   | ABBA                      | Arrival           |
| 3  | 21 janvier   | ABBA                      | Arrival           |
| 4  | 28 janvier   | ABBA                      | Arrival           |
| 5  | 4 février    | ABBA                      | Arrival           |
| 6  | 11 février   | ABBA                      | Arrival           |
| 7  | 18 février   | ABBA                      | Arrival           |
| 8  | 25 février   | ABBA                      | Arrival           |
| 9  | 4 mars       | ABBA                      | Arrival           |
| 10 | 11 mars      | ABBA                      | Arrival           |
| 11 | 18 mars      | ABBA                      | Arrival           |
| 12 | 25 mars      | ABBA                      | Arrival           |
| 13 | 1er avril    | ABBA                      | Arrival           |
| 14 | 8 avril      | ABBA                      | Arrival           |
| 15 | 15 avril     | Pink Floyd                | Animals           |
| 16 | 22 avril     | Pink Floyd                | Animals           |
| 17 | 29 avril     | Pink Floyd                | Animals           |
| 18 | 6 mai        | Pink Floyd                | Animals           |
| 19 | 13 mai       | Pink Floyd                | Animals           |
| 20 | 20 mai       | ABBA                      | Arrival           |
| 21 | 27 mai       | ABBA                      | Arrival           |
| 22 | 3 juin       | Smokie                    | Greatest Hits     |
| 23 | 10 juin      | Smokie                    | Greatest Hits     |
| 24 | 17 juin      | Smokie                    | Greatest Hits     |
| 25 | 24 juin      | Smokie                    | Greatest Hits     |
| 26 | 1er juillet  | Smokie                    | Greatest Hits     |
| 27 | 8 juillet    | Smokie                    | Greatest Hits     |
| 28 | 15 juillet   | Smokie                    | Greatest Hits     |
| 29 | 22 juillet   | Smokie                    | Greatest Hits     |
| 30 | 29 juillet   | Boney M.                  | Love for Sale     |
| 31 | 5 août       | Boney M.                  | Love for Sale     |
| 32 | 12 août      | Boney M.                  | Love for Sale     |
| 33 | 19 août      | Boney M.                  | Love for Sale     |
| 34 | 26 août      | Boney M.                  | Love for Sale     |
| 35 | 2 septembre  | Boney M.                  | Love for Sale     |
| 36 | 9 septembre  | Boney M.                  | Love for Sale     |
| 37 | 16 septembre | Compilation (K-tel)       | Disco Fever       |
| 38 | 23 septembre | Compilation (K-tel)       | Disco Fever       |
| 39 | 30 septembre | Compilation (K-tel)       | Disco Fever       |
| 40 | 7 octobre    | Compilation (K-tel)       | Disco Fever       |
| 41 | 14 octobre   | Compilation (K-tel)       | Disco Fever       |
| 42 | 21 octobre   | Compilation (K-tel)       | Disco Fever       |
| 43 | 28 octobre   | Compilation (K-tel)       | Disco Fever       |
| 44 | 4 novembre   | Compilation (K-tel)       | Disco Fever       |
| 45 | 11 novembre  | Compilation (K-tel)       | Disco Fever       |
| 46 | 18 novembre  | Santa Esmeralda           | Santa Esmeralda   |
| 47 | 25 novembre  | Santa Esmeralda           | Santa Esmeralda   |
| 48 | 2 décembre   | Santa Esmeralda           | Santa Esmeralda   |
| 49 | 9 décembre   | Santa Esmeralda           | Santa Esmeralda   |
| 50 | 16 décembre  | Santa Esmeralda           | Santa Esmeralda   |
| 51 | 23 décembre  | Santa Esmeralda           | Santa Esmeralda   |
| 52 | 30 décembre  | Orchester Anthony Ventura | 20 Traum Melodien |